# 斯蒂芬·帕瑞
斯蒂芬·帕瑞（Stephen Parry，1960年10月31日—），澳洲自由黨籍政治人物。自2005年開始擔任澳大利亞參議院塔斯馬尼亞州議員之一，後任澳洲參議院議長。
2017年10月31日，帕瑞通知政府他相信自己可能通過繼承而擁有英國公民身份，因而喪失擔任國會議員的資格。他於次日確認擁有雙重國籍，宣佈辭去參議院議長及參議員職位，2017年11月2日起生效。